# Ouvidor-mor
No Brasil Colonial, o cargo de ouvidor-mor, estabelecido em 1549 pelo Regimento do Governador-Geral, era uma das três figuras criadas para auxiliar o Governo Geral. Sua função era cuidar dos assuntos judiciais da colônia.
Tinha a atribuição de conhecer, por ação nova ou por apelação e agravo, as causas cíveis e crimes até dez léguas ao redor. Nas causas cíveis, teria alçada até a quantia de 100 mil réis, e nas causas crimes, deveria atuar juntamente com o capitão e governador. Além disso, cabia-lhe presidir a eleição dos juízes ordinários e oficiais de Justiça. A autonomia na administração da Justiça dada aos donatários e ao ouvidor era ampla e incluía o poder de impedir a entrada de qualquer autoridade judicial nas capitanias, o que tornava sua atuação imune à fiscalização da Coroa. Invertia-se, assim, a política seguida pela monarquia portuguesa, de fazer da administração da Justiça um braço eficaz da centralização.